# Kent Karlsson (Fußballspieler)

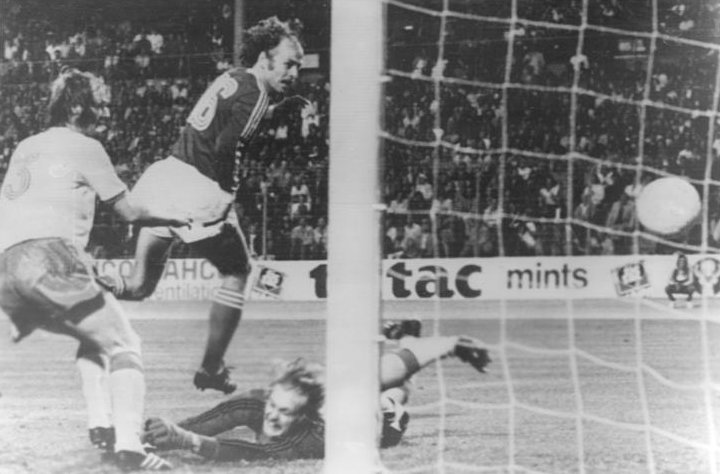
Karlsson (l.) kann den 1:0-Siegtreffer des Polen Lato bei der WM '74 nicht verhindern.

Kent Roland Karlsson (* 25. November 1945 in Arboga, Västmanland) ist ein ehemaliger schwedischer Fußballspieler, der mittlerweile als Trainer tätig ist.

## Laufbahn

### Spielerkarriere
Karlsson begann seine Karriere als 17-Jähriger bei IFK Eskilstuna. 1967 wechselte er zu Åtvidabergs FF, mit dem er in die Allsvenskan aufstieg. 1970 und 1971 gelang sowohl der Sieg im Svenska Cupen als auch die Vizemeisterschaft. 1972 und 1973 gewann Karlsson mit der Mannschaft jeweils die schwedische Meisterschaft. 1975 wurde er mit dem Guldbollen als Schwedens Fußballer des Jahres ausgezeichnet. Nach dem Abstieg in die Division 2 1976 verließ er den Verein und kehrte zu IFK Eskilstuna zurück. 1980 beendete er seine aktive Laufbahn.
1973 bis 1977 spielte er 38 Mal für die schwedische Nationalmannschaft. Er nahm an den Weltmeisterschaften 1974 und 1978 teil. Während er beim ersten Turnier alle sechs Spiele bestritt, kam er bei seinem zweiten Turnier nicht mehr zum Einsatz.

### Trainerkarriere
Direkt im Anschluss an seine aktive Laufbahn wechselte er auf die Trainerbank. Noch ohne die Trainerlizenz zu besitzen wurde er von IK Brage verpflichtet. Anschließend war er bei verschiedenen Vereinen in Dänemark, Norwegen und Schweden wie Örebro SK, IK Sleipner, Assyriska Föreningen und FC Kopenhagen tätig. Mit IFK Norrköping holte er 1989 die schwedische Meisterschaft. 2004 übernahm er seinen ehemaligen Verein Åtvidabergs FF in der zweitklassigen Superettan, mit dem er sich als Pokalfinalist Für den UEFA-Pokal qualifizierte. Seit 2007 arbeitet er bei Smedby AIS.
| Personendaten    | Personendaten                              |
| ---------------- | ------------------------------------------ |
| NAME             | Karlsson, Kent                             |
| ALTERNATIVNAMEN  | Karlsson, Kent Roland (vollständiger Name) |
| KURZBESCHREIBUNG | schwedischer Fußballspieler und -trainer   |
| GEBURTSDATUM     | 25. November 1945                          |
| GEBURTSORT       | Arboga, Västmanland, Schweden              |